# Delphinium huangzhongense
Delphinium huangzhongense är en ranunkelväxtart som beskrevs av Wen Tsai Wang. Delphinium huangzhongense ingår i släktet storriddarsporrar, och familjen ranunkelväxter. Inga underarter finns listade i Catalogue of Life.